# スターラスター
『スターラスター』 (STAR LUSTER) は、1985年12月6日に日本のナムコから発売されたファミリーコンピュータ用ゲームソフト。「ナムコット ファミリーコンピュータゲームシリーズ」第12弾で、ナムコ初のファミリーコンピュータオリジナル作品である。
自機「スターラスター ガイア」を操作し、正体不明の敵艦隊「バッツーラ」の侵攻を防ぎ全宇宙におよぶ人類の居住空間を防衛する事を目的としたゲーム。本作は発売当時のファミリーコンピュータ用ゲームソフトとしては、極めて珍しい高度なストラテジーゲームの要素を持っていた。
同年に任天堂VS.システム対応アーケードゲームとして移植された他、1994年にX68000にも移植されている。PlayStation用のオムニバスソフト『ナムコアンソロジー1』（1998年）には完全移植版と、3Dポリゴンでリメイクされたアレンジ版が収録されている。バーチャルコンソール対応ソフトとしては、2008年にWii、2013年にニンテンドー3DS、2015年にWii Uにてそれぞれ配信。また、2024年にアーケードアーカイブスの1作品としてアーケード版の『VS.スターラスター』がPlayStation 4とNintendo Switchで配信された。

## 概要
1人称視点の擬似3D視点で敵を撃破するシューティングゲームと、戦域に同時に侵攻する複数の敵を、阻止・撃退するためのストラテジーゲームの要素とが、リアルタイム進行する点が特徴。その双方への同時対処をプレイヤーに求める、当時としては画期的なゲームシステムを持つ。
しかし、画期的過ぎて、難易度の高いゲームシステム、コンバットディスプレイの見方やアドベンチャーモードにおけるゲーム進行など、事前に説明されなければ判らない、もしくは判りづらい要素がマニュアルにほとんど記載されていなかった。加えて当時のファミコンの主要ユーザーであった小学生には複雑すぎるゲームシステムだったため、人気・販売とも振るわなかった。敵の動きが速すぎて動体視力頼みになりがちでもあった。
ゲームデザイナーはナムコのアーケード作品を多数手掛けた岡本進一郎。本作の直接のルーツは、米アタリ社の8ビットパーソナルコンピュータであるAtari 400/Atari 800用のゲームソフト『スターレイダース』（1979年）で、このゲームをベースにした企画をアタリ社がナムコに持ち込んだのが発端となっている。
ナムコのコーポレートアイデンティティとしてのキャッチコピー「クーソーしてから、寝てください。」という企業イメージCMの中に挿入される形でその他のタイトルと共に宣伝されていた。

## ゲーム内容

### システム
一人称視点の3Dシューティングであり、プレイヤーは自機であるスターラスターガイアを操り、侵攻する敵勢力バッツーラを殲滅することが目的となる。
ガイアには、エネルギーおよびシールドのゲージがあり、「エネルギーがゼロとなり行動不能になった場合」、また被弾してシールドを喪失した上でダメージを受ける・シールドでは防ぎ切れない大ダメージを被る等で「機体が完全に破壊された場合」にゲームオーバーとなる。残機という概念はなく、1度エネルギーがゼロになればその時点でゲームオーバーである。また、敵に「全てのベースや惑星を破壊された場合」もゲームオーバーである。
なおシールドは、回復可能な状況であれば、エネルギーを消費して自動的に回復される。
敵はいくつかの編隊に分かれてマップ上に散開しており、ゲーム内の時間表示（単位は「DATE」）で50カウントごとに移動・攻撃を行うため、放置するといずれベースや惑星を攻撃・破壊してしまう。このため、これらを捕捉、ワープし、会敵と殲滅を繰り返す形でゲームが進行する。
敵編隊と同一のエリアにワープすると自動的に一人称のシューティングとなり、三次元空間を縦横無尽に飛び回りながら戦闘を行うこととなる。一方で戦闘中もマップ上では敵編隊が個々に移動を続けており、惑星やベースなどが攻撃されることもある。そのため、プレイヤーにはどの編隊とどの順番で戦うか、またどのベースや惑星を防衛するか、あるいは場合によっては見捨てるか、といったストラテジー面でも、迅速かつ的確な判断が要求される。

### 仕様(レーダーディスプレイ)
コンバットディスプレイ（コンバットモード）時は十字ボタンでガイアの操舵（一般的な一人称視点での航空機と同じ操作）。Aボタンで一時的に加速し、Bボタンでショット。セレクトボタンでコンバットディスプレイのマップモード/コンバットモードの切り替えを行え、スタートボタンで一時停止状態となる。なお、セレクトボタンでコンバットディスプレイを切り替えると、その場で急停止可能というテクニックがある。
ショットは画面上に2発しか存在できない。一般的なシューティングゲームの、「次のショットが発射されない」という処理とは異なり、このゲームでは、「既に発射済みで敵に向かって飛行中のショットを強制的に消去し、無理矢理に新たな弾が発射される」という方式が採られている。つまり、高速でショットを連射すると、遠くの敵にはショットが届かない。これにより、遠距離戦を行う時はあまり連射をせずによく狙って撃ち、近距離戦時は高速度の連射で一気に敵を破壊するという技術が必要となる。
マップディスプレイ（マップモード）時は十字ボタンでカーソルの移動、Aボタンで目的地へワープ、Bボタンで光子魚雷の発射となっている。

### ゲームモード
TRAINING
トレーニングモード。戦域内にベース2つと敵編隊4組が現れ、これを殲滅する。紫色編隊は登場しない。
いわゆる「初心者」向けモード。
COMMAND
コマンドモード。戦域内にベース4つ、および6つの惑星、アステロイド地帯2箇所と敵編隊8組が現れ、これを殲滅する。紫色編隊は1編隊のみ登場。
「中級者」向けのモードと言える。
ADVENTURE
アドベンチャーモード。戦域内にベース4つ、および8つの惑星、アステロイド地帯4箇所と敵編隊10組が現れ、紫色編隊も数編隊登場。敵勢力の侵攻を阻止しながら各惑星を巡回して7つのキーを集め、敵対勢力の本拠地となる暗黒惑星を探し出しこれを殲滅することが目的である。
コマンドモードと同様に敵編隊を全て撃破した場合にもゲームクリアとなるが、これによって真のエンディングが訪れる事はない。
「上級者」向けモードである。

### 備考
- ゲーム開始の時点における惑星やベース、敵などの初期配置は完全にランダムである。特に、アドベンチャーモードでは、ほぼクリア不可能な「詰み」状態の初期配置になってしまうこともある。リセットするごとに配置が変わるので、リセットを繰り返し、有利な配置になるまで待つというプレイが可能である。
- 光子魚雷によって敵編隊を殲滅した場合、殲滅された敵編隊はスコアに加算されない。またアドベンチャーモードで敵編隊を光子魚雷によって殲滅させた場合は、キーワードの入手条件としてもカウントされない。従って、アドベンチャーモードで暗黒惑星の破壊を目指す場合、敵編隊の総数は10、キーは7つ、また敵編隊を全滅させるとゲームオーバーとなってしまうため1つ残す必要があるため、光子魚雷で殲滅できる敵編隊は、10－7－1で2編隊までとなる。必要弾数については、青編隊が４発、灰編隊が６発、紫編隊は８発である。殲滅しきれなかった場合、その編隊は攻撃力が下がった状態となる。
- 正規の手段によってプレイヤーが暗黒惑星の位置を知る機会は、ゲーム中に一度きりしかない。
- マップディスプレイ上で暗黒惑星が存在するエリアは、見かけ上はただの空白として表示される。プレイヤーが該当エリアにワープして来ても、ワープ位置をドット単位で合わせていない場合には暗黒惑星と会敵することもできない。しかし敵編隊は、暗黒惑星が潜む空白エリアは惑星やベースと同様に通過することができない。1エリア（1マス）は8×8ドットで構成されるため確率は1/64であり、これを虱潰しに試すことでドット単位の位置を特定することは可能である。全ての惑星のキーを集めず、水色の惑星で暗黒惑星の位置を解明しなくても、暗黒惑星に到達することは可能である。
- 暗黒惑星の宙域では、暗黒惑星を破壊しない限り黒色のディスラプターが無限に現れる。ディスラプターからの攻撃で被弾すると、シールド強化後でも被弾すれば故障DA(ダメージ一段階)を招く。
- ファミコン版では、「RAD、COM、ENGのいずれか1つがNG状態」かつ「エネルギー残量がゲージの1/10以下」の状態でコントローラー2のABボタンを押しながらマイクに音を拾わせることで、スターノイドを呼び出せる。ガンクロスを合わせると、故障の修理とエネルギーを半分まで補給してくれる。ただし、ガンクロスを合わせる前に画面の外に出してしまうとそのまま消えてしまう。なお、Web上で「スターノイドはアステロイド帯でしか呼び出せない」といった記述が見受けられるが、実際にはそのようなことはなく例え暗黒惑星でも呼び出せる。
- スターノイドと接触することにより得られる効果は以下の通り。
  - エネルギーをゲージの半分まで補充
  - RAD、COM、ENGの修理
- プレイステーション用ソフト『ナムコアンソロジー1』では、L1・R1を押し続ける事により、スターノイドを召喚できる。
- 4箇所あるアステロイド帯の内2カ所に、それぞれ"DALTO"、"BARRIER"というアイテムが隠されている。DALTOはアステロイドを外さずに8個連続、BARRIERは32個破壊（外してもよい）する事によって得られる。それぞれの効果は、前者DALTOが敵編隊の惑星やベースに対する攻撃力の低下、後者BARRIERは惑星の耐久力回復である。なお、「DALTO」はコンピュータRPGの草分け的タイトル「ウィザードリィ」に登場する魔法の名前である。
- コンバットディスプレイで、ガイアが推進中にSELECTボタンを押してマップディスプレイを呼び出すと船速がゼロになる。この現象を利用しロックオン時の時間ロスを減らすことが出来る。
- ディスラプターは基本的に各編隊の最後に登場するが、灰色編隊のみ中盤辺りに不意に登場することがある。またこの場合、先走って現れたディスラプターを撃破しつつもいまだ敵編隊が健在な状態でワープを行い編隊を離れ、再度倒しかけの編隊と会敵した場合には、残された敵編隊の最後の一機がディスラプターに「化ける」場合があるが、最後の一機は必ず「9機目」に化けるため9機目がディスラプターでない場合は化けることはない。
- 上記の不意に登場するディスラプターは、最初に出てくる敵がレイト2機＋ラグラ1機の場合なので判断が可能。
- 暗黒惑星が出てくるのは必ず9機目なので、6機撃墜後にレーダー上の動かない点を探す必要がある。ちなみに暗黒惑星と戦うときは通常黒いディスラプターが2機同時に出現するが、少しでも良い状態で戦いたい場合には最初に出てくるラグラ2機を破壊せずに残しておき、もう1機のみを破壊し続けると「ラグラ2機＋暗黒惑星」という状態で戦うことが可能。ただし、一度でもその宙域を離れるとラグラはディスラプターに変わる。またラグラは1発で撃破してしまうことと、割と好戦的な性格でこちらへ不用意に近づくことが多くそのため暗黒惑星への攻撃中に横から不意に割り込んできて流れ弾で誤爆してしまうことがよくあり、もちろんその後はディスラプターが出てきてしまう。そうならないようにするためにも逆にアレフを残し「アレフ2機＋暗黒惑星」の方が実は効率が良く、アレフは1発で撃破できないことと向こうからあまり不用意に近づいてこない性格なのでこのような誤爆事故が起きにくい。
- 敵が放つ誘導弾の軌道は独特のものがあり、本ゲームの難易度を高める要因の一つとなっている。以下に、敵弾の性質と回避方法を記述する。
  - 発砲するのは、ガイア前方に視認できる敵だけである。画面外から撃たれることはない。ただし、至近距離から発砲され、回避する間もなく被弾した場合、あたかも画面外から撃たれたように見える場合がある。
  - ガイアの照準に重なった状態で敵弾が接近してくる場合、敵弾が直撃コースに乗っていることを意味している。つまり、ガイアの照準が敵に重なっている状態は、同時に敵機の照準がガイアに重なっている状態であることを意味する。この状態で発砲されると、回避が困難となるため、特にディスラプター・暗黒惑星などの強力な敵に対して、照準を長時間合わせ続けるのは危険であり、ヒット＆アウェイが基本となる。逆に、ガイアの照準が合っていない敵に発砲されても、よほど下手な動き方をしない限りは、被弾することはない。
  - 発射された敵弾は、ガイアの操作（レバー入力）に合わせて誘導される。ガイアが上昇すれば敵弾も上昇、ガイアが下降すれば敵弾も下降する。左右の移動も同様である。ただ、レバー入力から敵弾が軌道を変更するまでには若干のタイムラグあるため、これを利用して敵弾を回避する。具体的には、一定方向にレバーを入力して敵弾をその方向に誘導したあと、敵弾を引き付けてからレバーを先ほどとは逆に「軽く」入れる。
- タイトル画面で特定のキー入力を行うことで、ゲーム画面の配色を自由にカスタマイズすることができるエディット画面を呼び出すことができる。やり方としては、タイトル文字が点滅している間にⅠコンのボタンを「セレクト、Ｂ、Ａ、右、左、上、セレクト、Ｂ、下、右」の順に押す。

## 設定

### ストーリー
バッツーラと呼称される敵対勢力が人類の版図に侵入している。彼らは宇宙の中で、もう一度ビッグバンを発生させ宇宙の破壊（具体的には、自己に合わせた宇宙の改変）を目論んでいるため、それらを阻止する。
AG（After Glactic）307年、ボスコニアン戦争の傷も癒え、人々はこの銀河を越え全宇宙にその居住空間を拡大していた。移民船団が突然現れた正体不明の敵艦隊の攻撃を受けたのは、銀河からはるか73億光年はなれた地点だった。その型は我々人類が見たことの無い、奇怪なものだった。そして戦闘空間で飛び交う異常振動波のなかに、唯一、我々人類の発音に近い音声があった。それが「バッツーラ」であり、敵の名称となった。
連邦宇宙軍の報告によると、
- この宇宙のビッグバン（宇宙の始まりの状態）をキャッチした。そしてビッグバンは無限の可能性を秘めて汎宇宙に連鎖的に広がっている。
- そしてバッツーラと呼ばれる異次元の者たちも、その汎宇宙のどこかから飛来したのだろう。そして、その最初の出現地点は銀河から73億光年離れた“宇宙の裂け目”だった。
- バッツーラにはこの宇宙のいかなる物理的攻撃も効果が無いだろう。
- 辺境宇宙での一連の異常現象（それは宇宙の変容とも呼べる）は、バッツーラによるものらしい。
- バッツーラが銀河を目指しているのは、次の汎ビッグバンの中心が銀河のコア（核）であり、そこおよびその時点からは容易に宇宙を変容させられるからだ。
- バッツーラは、そのビッグバンを利用して、この宇宙を自らの生命形態に適合する宇宙に改造しようと企んでいるらしい。
- バッツーラに対抗するにはビッグバンのパワーを使うしかないだろう。ビッグバンパワーを手に入れ、バッツーラの根源を無にするには、伝説の母なる星で、イグラドジルの謎を解明することが必要になる。
- そしてバッツーラの本拠地と思しき“暗黒惑星”を発見し破壊するしか方法がない。

開発中だった準ビッグバンパワーを発揮できる機関エンジン、「クェーサードライブ」を搭載した新型戦闘機「スターラスター ガイア」が完成した。準ビッグバンパワーでは完全に敵を倒すことは出来ないが、バッツーラの進攻を食い止めることは可能である。
銀河連邦軍のダン・ハイニック少尉（「スターイクシオン」の主人公、ロイ・ハイニックの先祖）が「ガイア」に乗り込む。
（1986年、ケイブンシャ発行『スターラスター』より）

### ガイアに関する要素
エネルギー
ワープ、推進、ビーム発射、シールドの回復など、ガイアのあらゆる行動によって消費される。ベースにロックオンすることで補給が可能である。ただし、補給は一瞬で終了するわけではなく、補給量に応じたドッキング期間を要求される。
また、ファミコン版では補給回数に制約はなく、いつでもベースにロックオンさえできればエネルギーの補給と修理を受けることができるが、VS筐体で供給された業務用バージョンでは、一つのベースから受けることのできる補給回数は一度限りとなっている。
ベースでリアクターがパワーアップしていれば、エネルギー効率が良くなり、エネルギー消費量も抑えられる。
シールド
ガイアの防御シールド。敵の攻撃を被弾した場合に、一定範囲内のダメージを吸収する。喪失したシールドは、シールド装置が健在、かつ回復に必要なエネルギーが残存している場合に限り、時間に従って自動的に回復される。つまり、単発の被弾では吸収可能な攻撃であっても、シールドの回復を待たずに連続して被弾した場合には、故障や撃墜などの被害を受け得る。
ベースでシールドのパワーアップを受けていれば防御力が、リアクターのパワーアップを受けていれば回復速度が早まる。
ガイアのレーダーディスプレイ
マップディスプレイとコンバットディスプレイの2つのモードを切り替えて使用する。
マップディスプレイは完全な平面であり、マップ全体の惑星やベース、アステロイド、そして敵編隊の位置などがプロットされる。マップディスプレイ上での移動はワープによってのみ可能であり、ワープ先の指定や光子魚雷の発射もこのマップディスプレイ上において行う。
コンバットディスプレイは、敵編隊との会敵時、またベースや惑星の空域でロックオンを行う際などに使用される。ガイアを中心として、敵機やベース、惑星などとの相対位置を示す3D空間を俯瞰方向から平面上にプロットしている。対象が水平軸面から上下に外れていてもブリップ（対象位置を示す光点）の形状や色に変化は無く、上下関係は視覚化されない。
この仕様であってもガイアを上下に旋回させた際のブリップのレーダー上での移動で上下関係を判断することは可能である。ガイアを上に旋回させた際、ガイア上方にあるブリップはレーダー上では上方に移動し、ガイア下方にあるブリップはレーダー上では下方に移動する。ガイアを下に旋回させた際は、移動方向は逆になる。ブリップの移動量は対象が上下に離れているほど大きく、水平軸面付近にある場合はほとんど移動しない。
対象を画面内に捉えるためには、まずは左右旋回でブリップをレーダー上で真上に移動させた後、レーダー上でブリップが上方に移動する方向に上下旋回する。この際にブリップがレーダー外に出てしまう場合は、いったん上下旋回をやめてAボタンで前進し、再度レーダー内に入れる。上下旋回してもブリップがほぼ動かなくなったら、対象は真正面に来ている。あとは上下旋回をやめ、Aボタンで前進すれば画面内に入る。
なお、戦闘時には敵機は水平軸面付近から出現するため、移動は左右旋回とAボタンによる加速を基本とし、上下旋回は照準調整のみに用いると戦い易い。
X68000版では、これを多少なりとも緩和するため、ガイアを中心とした3D空間内で、ガイアの水平軸面から上方と下方に存在する対象物をそれぞれ色と形状で区別してプロットするように改善されている。
戦闘時に出現する敵機体は3機までである。敵機を破壊するたびに、新手が出現し、これを繰り返すことで敵機を全滅させることになる。
故障と修理
被弾によって被ったダメージがシールドによって吸収し切れなかった場合には、戦闘機ガイアに搭載されている機器の一部（エンジン、レーダー、コンピュータのいずれか）が破損する。ダメージが甚大な場合には機体そのものが破壊され、ゲームオーバーとなる。
故障には、DAおよびNGの2段階あり、DA段階では下記のどちらか片方の故障、NG段階では双方の故障が発現し、修理までの間、機能が制限される。ただしトレーニングモードではどんなに被弾しようが故障は絶対に発生しない仕組みになっている。なお、甚大なダメージやエネルギーが尽きたことによるゲームオーバーは存在する。
- レーダー（RAD）
  - マップディスプレイの更新が停止し、敵編隊の侵攻や惑星の破壊消失などが察知できなくなる。
  - コンバットディスプレイの光点が点滅し、敵機やベース・惑星の捕捉が困難となる。
- コンピューター（COM）
  - 光子魚雷を発射できなくなる。
  - 戦闘画面上において照準（ガンクロス）が表示されなくなる。
- エンジン（ENG）
  - 推進力が通常時の1/8に低下する。
  - シールドを回復できなくなる非常に危険な状態。

故障個所の修理は、ベースへのロックオン、またはスターノイドの召喚によって可能となる。
また、エンジン、レーダー、コンピューターの全てがNGになった場合でも、機体そのものが破壊されない限りゲームの続行は可能である。この場合、画面にRED ALERTと警告が表示される。
パワーアップ
コマンドモードおよびアドベンチャーモードでは、マップモード上に4箇所存在するベースにドッキングした際、エネルギーの補給完了後に、ビーム、シールド、リアクター（エンジン）のいずれかがパワーアップされる。パワーアップ時は、効果音が鳴り、どの機能がパワーアップしたのかがメッセージ表示される。
同じベースから複数のパワーアップを得ることはない。そのため、パワーアップを得る前にベースが破壊された場合、そのベースが所持していたパワーアップは得ることが出来なくなる。暗黒惑星の宙域では敵の攻撃が激しくなるため、3つあるパワーアップのうちどれか一つが欠けても、クリアは非常に困難となる。
- ビーム
  - 攻撃力倍増
- シールド
  - ダメージ吸収量の倍増
  - 回復の際のエネルギー消費量の減少
- リアクター
  - エネルギー消費効率アップ・使用エネルギー削減
  - 推進力の倍増
  - ワープ時を含むエネルギー消費量の減少
  - ワープ所要時間の減少
  - シールド回復速度の上昇

シールド回復の速度は、シールドではなくリアクターのパワーアップによる。
4箇所のベースのうちパワーアップを受けられないベースでは、条件を満たした際にフォトントーピドー（光子魚雷）の補給を受けられる。

### 称号
ゲームクリア後、もしくはゲームオーバー後、敵の撃墜数、惑星およびベースの生存数、消費エネルギー量、経過時間（ゲーム内における日数）などの要素から算出されるスコアによって、プレイヤーに称号（階級）が与えられる。
- TARGET SCORE … A
- BASE … B
- STAR … C
- USED TIME … D
- USED ENERGY … E

とするとスコア（TOTAL）は以下の式で計算される。
- TOTAL = {A + 50B + 100C - (D - 3A) - (E - 128A)/128}F

ただしFは任務遂行度
- 任務遂行した場合は1
- エネルギー切れで1/2、ただしFを掛ける前にマイナスの場合2
- 撃墜されると1/4、ただしFを掛ける前にマイナスの場合4

任務遂行出来なかった場合はBとCは0となる。
アドベンチャーモードのみ、暗黒惑星を破壊するとボーナスとしてTOTALに1000点プラスされる。またアドベンチャーモードでは、暗黒惑星の宙域まで到達し、かつベースが1つ以上でも残っていれば、時間の許す限り無限にスコア（TARGET SCORE）を稼ぐことも可能である。逆に他のモードでは敵の数が限られておりTARGET SCOREの上限が決まっているため、いかに効率よく攻略できる（時間やエネルギーのロス、惑星やベースが守れている）かが、高得点を叩き出す秘訣となる。
リザルト画面のBGMは3種類あり、スコアが〜779まではBGM無しで、スコアが780〜1439までがBGM1が流れ、スコアが1440〜1979までがBGM2が流れ、スコアが1980〜でBGM3が流れる。
| スコア      | 称号（階級）             | 称号（階級）             |
| ----------- | ------------------------ | ------------------------ |
| 2280 -      | MARSHAL OF FORCE PARAGON | MARSHAL OF FORCE PARAGON |
| 2220 - 2279 | CHIEF MARSHAL            | PHOTON                   |
| 2160 - 2219 | CHIEF MARSHAL            | PROMINENCE               |
| 2100 - 2159 | MARSHAL                  | KWANNON                  |
| 2040 - 2099 | MARSHAL                  | SUSANOO                  |
| 1980 - 2039 | MARSHAL                  | IMPULSE                  |
| 1920 - 1979 | VICE MARSHAL             | MONGAW                   |
| 1860 - 1919 | VICE MARSHAL             | GILGAMESH                |
| 1800 - 1859 | VICE MARSHAL             | RADIANT                  |
| 1740 - 1799 | COMMODORE                | PHOENIX                  |
| 1680 - 1739 | COMMODORE                | PEGASUS                  |
| 1620 - 1679 | COMMODORE                | MACCO                    |
| 1560 - 1619 | CAPTAIN                  | THUNDER BOLT             |
| 1500 - 1559 | CAPTAIN                  | HURRICANE                |
| 1440 - 1499 | CAPTAIN                  | TORNADO                  |
| 1380 - 1439 | WING COMMANDER           | TIGER                    |
| 1320 - 1379 | WING COMMANDER           | PANTHER                  |
| 1260 - 1319 | WING COMMANDER           | LEOPARD                  |
| 1200 - 1259 | SQUADRON LEADER          | EAGLE                    |
| 1140 - 1199 | SQUADRON LEADER          | HAWK                     |

| スコア      | 称号（階級）    | 称号（階級） |
| ----------- | --------------- | ------------ |
| 1080 - 1139 | SQUADRON LEADER | FALCON       |
| 1020 - 1079 | SQUADRON LEADER | DANDRUFF     |
| 960 - 1019  | LIEUTENANT      | WOLF         |
| 900 - 959   | LIEUTENANT      | FOX          |
| 840 - 899   | LIEUTENANT      | BULL DOG     |
| 780 - 839   | LIEUTENANT      | TOM CAT      |
| 720 - 779   | FLYING OFFICER  | BLUE JAY     |
| 660 - 719   | FLYING OFFICER  | HUMMING BIRD |
| 600 - 659   | FLYING OFFICER  | LARK         |
| 540 - 599   | FLYING OFFICER  | SPARROW      |
| 480 - 539   | PILOT OFFICER   | HORNET       |
| 420 - 479   | PILOT OFFICER   | AERO BEE     |
| 360 - 419   | PILOT OFFICER   | DRAGON FLY   |
| 300 - 359   | PILOT OFFICER   | ALPHA FLY    |
| 240 - 299   | PILOT OFFICER   | MOSQUITO     |
| 180 - 239   | CADET           | PLANKTON     |
| 120 - 179   | CADET           | AMOEBA       |
| 60 - 119    | CADET           | MICROBE      |
| 0 - 59      | CADET           | MITOCHONDRIA |
| - -1        | CADET           | WANG         |

## 登場キャラクター

### 味方登場ユニット(連邦宇宙軍)
スターラスターガイア
マップディスプレイ上では「△」で表示される。プレイヤーが操作する自機。通称ガイア。プラズマビーム砲2門、光子魚雷最大16発、シールド装備。全長（標準状態）5.3m、全幅5.6m、全高2.6m、重量（標準状態）13.3t、重量（全備状態）22.2t。スターラスターシリーズの最終タイプ。連邦宇宙軍が総力を結集して開発した高機動戦闘機である。
これと以下に述べるユニットが重なっていた場合、ガイアがその宙域に存在することを意味する。敵編隊と重なっていれば戦闘となり、惑星やベースと重なっていればロックオンが可能となる。
惑星（スター）
惑星はマップディスプレイ上では「＊」で表示される。アドベンチャーモードでは、Red（赤色）、Orange（橙色）、Yellow（黄色）、Green（緑色）、Blue（青色）、Indigo（紺色）、Violet（紫色）、および名称不明（水色）の合計8色の惑星が登場する。

各惑星には、暗黒惑星の居場所を知るために必要となる虹の構成色である7色のキーが存在する。キーは所定の条件を満たした上で各惑星にロックオンすることによってのみ獲得できる。獲得条件は敵編隊の殲滅数によるため、キー獲得前の惑星を敵に破壊された場合には、アドベンチャーモードで真のエンディングを迎えることは不可能となる。ただし既にキーを獲得した惑星は、スコアや心情的な問題を別とすれば破壊されても問題ないため、どの惑星を先に訪問し、あるいは囮にするかが攻略の成否を分ける。
また8つの惑星のうち、条件を満たしてもキーを得られない水色の惑星は最終盤まで死守する必要がある。この惑星はプレイヤーの間では地球と通称されるが、設定上の名称は存在しない模様。
惑星は敵編隊からの攻撃を受けると、マップディスプレイ上に黒色で表示される。この状態でもロックオンやキー取得は実施できるが、ダメージを受けているので次の敵からの攻撃で破壊される可能性がある。ロックオンすることで元の白色に回復させることができる。またガイアが惑星のある宙域にいる場合、その惑星は敵の攻撃を受けることがないため、敵を殲滅して惑星を救出する余裕がない際に、惑星の破壊を防ぐ手段として使用できる。
キー取得条件を満たさずに惑星とロックオンした場合、キーや情報は得られず「HELLO」と通信結果が表示されるだけである。
なお、コマンドモードでも6つの水色の惑星が登場するが、特にスコアや心情的な問題を別とすれば、ゲームの進行上は破壊されても問題ない。
惑星の色・種別などはあらかじめマップディスプレイ上で知ることはできず、実際に行ってみるまで判らない。
ベース(基地)
マップディスプレイ上では「B」で表示される。かつてボスコニアン戦争時に、ボスコニア軍が使っていた宇宙ステーションを連邦宇宙軍が押収し、改造したもの。宇宙のあちこちに配置されており、連邦宇宙軍の前線基地として活用されている。
トレーニングでは2つ、コマンドモードおよびアドベンチャーモードでは4つのベースが戦域に登場する。ロックオンすることによって、エネルギーの回復と故障個所の修復が可能となる。
またコマンドモードおよびアドベンチャーモードでは、ロックオンによって4箇所のベースでそれぞれビーム、シールド、リアクター（動力炉）の強化、および光子魚雷の補給のいずれかが行われる。
敵編隊に攻撃を受けると、マップディスプレイ上では黒色となる。惑星とは異なり、ロックオンを行っても白色へ回復することはない。ガイアがベースのある宙域にいる場合、そのベースが敵の攻撃を受けることがないのは、惑星と同様である。

### 敵登場ユニット（バッツーラ軍）
敵編隊（エネミー）
マップディスプレイ上では「E」で表示される。バッツーラと呼称される敵対勢力であり、数機の戦闘機群から成る複数の編隊として存在する。編隊がゲーム中に増加・生成される事はなく、ゲーム開始の時点で敵兵力は確定している。1編隊は9機という構成となっている。
ゲーム内では時間単位「DATE」によって時間の経過が表される。「DATE」は1秒で1つ進む。敵編隊は50DATEごとに移動・攻撃を行う。移動は隣接するマス目にのみ行われ、ガイアのようにワープすることはない。マップの端で反対側にループすることもない。また、他のオブジェクトのあるマス目を通過したり、重なったりすることもない。そのため、広域マップのオブジェクトの配置によっては、ほとんど動くことの出来ない敵編隊が生じる場合がある。
外見上の色によって攻撃力に差があり、弱い順から青（水色）、灰色、紫色、黒となる。惑星と同様、どの色の敵なのかはマップディスプレイ上では確認することはできない。シールドの強化以前に、灰色のディスラプターや、紫色の編隊のザコ敵の攻撃に被弾した場合には、たとえシールドがフルチャージの状態であっても機体の一部が破損し、また紫色のディスラプター（編隊ボス）の攻撃を被弾した場合には、一撃で機体が破壊されゲームオーバーとなる場合もある。
シールドの強化後であっても、紫色編隊のボス、および黒色編隊の攻撃に被弾した場合には、シールドがフルチャージであっても機体の一部が破損する。また、単発では威力の小さい攻撃であっても、連続して被弾することで、機体の破損・破壊につながる場合もある。
敵の攻撃は、発砲によってのみ行われる。敵機と接触してダメージを受けることはない。ただ、敵機と接近しすぎると、敵弾の回避が難しくなるため、ある程度距離を置いて戦闘を行うのが理想である。
敵編隊は、下記4種類の機体から構成されている。構成比は編隊により異なるが、ディスラプターは1機のみ。レイトは現れない場合がある。
紫色編隊はトレーニングモードでは一切現れず、コマンドモードでは1編隊のみ現れ、アドベンチャーモードでは数編隊現れる。
- ラグラ

X字型の無人戦闘機。動きも遅い。プラズマビーム砲1門装備。シールドは装備されていない。各編隊につき1〜4機。
- アレフ

有人戦闘機。プラズマビーム砲1門、シールド装備。敵の主力で、至近距離における縦方向および横方向への機動を高速度かつ積極的に行う急上昇攻撃が特徴である。実際に至近距離ではガイアの旋廻速度以上であり追いつけない。ディスラプター以外の他機に比べて砲弾の命中精度も比較的高めであり、灰色以上の機体は数発の耐久力を持つ。各編隊につき1〜4機。
- レイト

有人偵察機。偵察機だが、攻撃力もそれなりにある。プラズマビーム砲1門、シールドは紫色以上に装備。かなりの高速で、縦方向及び奥行き方向への機動力が高い。機体は基本は縦向きだが横向きになったときは移動速度が遅くなる。1〜2機登場するが、編隊によっては登場しない場合もある。紫色以上の機体は数発の耐久力を持つが、こちらのビームが強化されていれば色に関係なく1発で撃破できる。
- ディスラプター

球形の大型戦艦。プラズマビーム砲1門、シールド装備。編隊のボスであり、暗黒惑星を除き各編隊に一機のみ存在する。動きは遅いものの耐久力が高く、また編隊内で攻撃力は最強である。誘導弾の命中精度も他の機体とは比較にならないほど非常に高い。間合いを詰めてこちらのビームを無効化するという攻撃を仕掛けてくる。通常は各敵編隊の最後に出現するが、灰色の編隊の場合、途中で出現する場合がある。
暗黒惑星
敵対勢力バッツーラの本拠地であり、本作における「最終ボス」となる。トレーニングおよびコマンドモードには登場しない。アドベンチャーモードで特定の条件を満たした時に、一定時間だけその位置がマップディスプレイ上に表示される。一旦表示が消えてしまうと、再度表示させることはできないが、当時の手段としてテレビのブラウン管に直接、フェルトペン等を用いてマーキングする事で位置を記録するという荒技もあった。プレイヤーは、示された点を照準の中心の穴に重ね合わせてワープすることにより暗黒惑星へたどり着くことができる。
この暗黒惑星の位置は、プログラム上はゲーム開始の時点で確定し固定されているため、何らかの手段であらかじめその位置を知り得るならば、キーを回収する前、例えばゲーム開始直後の時点でも、その位置にワープすることで到達可能である。同様の理由で、暗黒惑星の位置を何らかの手段で記録しておけば、暗黒惑星の宙域にワープした後も、形勢不利などでベースなどへ一時退却し、補給や修理を受けた後に再度突入することも可能である。
暗黒惑星へたどり着くと、背景がそれまでの黒色から青色の宇宙へと変わり、おどろおどろしいBGMが流れ、黒色のラグラ、アレフ、レイト、ディスラプター、暗黒惑星本体が襲い掛かってくる。ちなみにゲーム開始時のファンファーレとゲーム終了後のリザルト、バッドエンド時のデモ、およびスタッフロールを除くと、ゲーム本編中にBGMが奏でられるシーンはこの暗黒惑星の宙域のみとなっている。（アステロイド帯域にワープした場合はBGMというより、遠い過去からアステロイドが形成されているようなエフェクトが流れる）
暗黒惑星本体は移動は全くしないため、他の敵のように不意打ちを喰らうようなことはないものの、その本星主砲の攻撃力はディスラプターのそれを遥かに凌駕し、シールドが強化されていない状態で被弾すれば撃墜は必至、シールドが強化されていても確実に故障を招く。またその間にもディスラプターが無限に製造され次々現れるため、攻略するのは至難である。なお、これを逆利用することでスコアを無限に稼ぐことも可能である。
暗黒惑星本体は一度画面から離すと与えたダメージはクリアされる。そのため一度で倒しきることが肝要である。
暗黒惑星本体を破壊し、かつ、その宙域の敵機を殲滅することによって、アドベンチャーモードの真のエンディングを迎えることができる。

### その他のユニット
アステロイド帯
マップディスプレイ上では4つの点のドット（雨降りのようなマーク）で表示されている、小惑星群。移動・攻撃を行うことはないが、後述する隠しアイテムを取得することができる。また、敵編隊から破壊されることはなく、通過されることもないため、配置によっては敵編隊の行動を制限する障害物として役に立つ場合がある。

## 移植版
| No. | タイトル                  | 発売日                                    | 対応機種                      | 開発元                  | 発売元         | メディア                                 | 型式                                     | 備考                             | 出典                |
| --- | ------------------------- | ----------------------------------------- | ----------------------------- | ----------------------- | -------------- | ---------------------------------------- | ---------------------------------------- | -------------------------------- | ------------------- |
| 1   | VS.スターラスター         | 1985年                                    | アーケード                    | ナムコ                  | ナムコ         | 業務用基板                               | -                                        | 任天堂VS.システム対応            | -                   |
| 2   | スターラスター            | 1994年8月26日                             | X68000                        | 電波新聞社              | マイコンソフト | フロッピーディスク                       | -                                        | -                                | [ 3 ]               |
| 3   | ナムコアンソロジー1       | 1998年6月4日                              | PlayStation                   | トーセ                  | ナムコ         | CD-ROM                                   | SLPS-01220                               | オリジナル版、リメイク版共に収録 | -                   |
| 4   | スターラスター            | 2003年8月1日                              | Jスカイ （Javaアプリ）        | インプラス              | ナムコ         | ダウンロード （ナムコアプリキャロットJ） | -                                        | -                                | [ 4 ] [ 5 ]         |
| 5   | スターフォックス アサルト | 2005年2月14日 2005年2月24日 2005年4月29日 | ゲームキューブ                | ナムコ                  | 任天堂         | 8センチ光ディスク                        | DOL-GF7E-USA DOL-P-GF7J-JPN DOL-GF7P-EUR | 条件付きでプレイ可能             | -                   |
| 6   | スターラスター            | 2008年3月4日                              | Wii                           | バンナム                | バンナム       | ダウンロード （バーチャルコンソール）    | -                                        | -                                | [ 6 ] [ 7 ]         |
| 7   | スターラスター            | 2013年11月27日                            | ニンテンドー3DS               | バンナム                | バンナム       | ダウンロード （バーチャルコンソール）    | -                                        | -                                | [ 8 ]               |
| 8   | スターラスター            | 2015年11月4日                             | Wii U                         | バンナム                | バンナム       | ダウンロード （バーチャルコンソール）    | -                                        | -                                | [ 9 ] [ 10 ] [ 11 ] |
| 9   | ナムコットコレクション    | 2020年6月18日                             | Nintendo Switch               | B.B.スタジオ M2         | バンナム       | Switch専用ゲームカード ダウンロード      | -                                        | -                                | -                   |
| 10  | VS.スターラスター         | 2024年6月13日                             | PlayStation 4 Nintendo Switch | ハムスター （移植担当） | ハムスター     | ダウンロード （アーケードアーカイブス）  | -                                        | アーケード版の移植               | [ 12 ] [ 13 ]       |

アーケード版
- 業務用のVS4筐体にて稼働された。ファミリーコンピュータと異なる仕様上の都合から、スターノイドの召喚には筐体上のプレイヤーセレクトボタンの乱打を用いる、ベースにドッキングしても補給を受けられる回数は各ベースあたり一回のみに制限されている、などの違いがあった。

X68000版
- 電波新聞社による移植作品[3]。基本的には同一のゲームだがグラフィックが大幅に強化され、ビームのオート連射やMIDI音源対応サウンド、アナログパッド（XE-1AP）や操縦桿を模したサイバースティック（CZ-8NJ2）での操作に対応、エンジンなど機体各部の故障状況がX68000キーボードの「かな」「ローマ字」「コード入力」といったキーランプLEDに対応してインジケーター的な点灯、ゲーム進行では暗黒惑星破壊後の展開など一部差異が存在する。

FC版とGC版・バーチャルコンソール版の相違点
- 敵を撃墜したときのフラッシュ効果が、FC版やバーチャルコンソール（3DS）版では「青く点滅」が、GC版では「青く点灯」になっている。またこちらが敵の攻撃を被弾したときのフラッシュ効果も同様に、FC版では「赤く点滅」が、GC版では「赤く点灯」に、バーチャルコンソール（3DS）版では赤い点滅時間が大幅に削減されている。ゲームオーバー時のビッグバンの演出も、FC版では「白黒が点滅」している場面が、バーチャルコンソール（Wii）版では削除されており、バーチャルコンソール（3DS）版では一瞬のみ白黒に点滅したのち灰色の点灯となっている。Wii・3DSとも、ゲームオーバー時のBGMが鳴り終わらないうちにスコア表示となる。

アーケードアーカイブス版
- 「こだわり設定」でターゲットスコアとトータルスコアの表示の有無の設定が可能。

## スタッフ
企画：岡本進一郎
メカデザイン：遠山茂樹
サウンド：川田宏行
パッケージイラスト：横岡匠

## 評価
| 項目 | キャラクタ | 音楽 | 操作性 | 熱中度 | お買得度 | オリジナリティ | 総合  |
| 得点 | 2.91       | 2.54 | 2.78   | 2.69   | 2.56     | 3.50           | 16.98 |

- ゲーム誌『ファミリーコンピュータMagazine』の読者投票による「ゲーム通信簿」での評価は別記の通り16.98点（満30点）となっている[2]。また、同雑誌1991年5月10日号特別付録の「ファミコンロムカセット オールカタログ」では、本作の特徴が「3次元を2次元に投影しているレーダー」であると言及した上で、「慣れるまで大変」と指摘しつつも「このレーダーがゲームを上手く引き立てている」と肯定的に評価している[2]。

- ゲーム誌『ユーゲー』にてライターのRDは、発売当時に評価されなかった事に関して「三次元を二次元に投影したレーダーなので、直感的に理解しにくい」と指摘した他、プレイ時に高度な戦略性が求められ、ステージクリア型の単純なシューティングゲームではなかった事も一因として挙げている[14]。しかし、戦略性が必要な事によって緊張感を生み出しているとも指摘し、頭と指先の両方に刺激を与えるゲーム性であるが故に「後世まで名作として名が残るのだろう」と称賛した[14]。

- ゲーム誌『CONTINUE』にてライターの石井ぜんじは、本作を「開発者の志の高さが生んだ、永遠の戦略性を持つシューティングである」と位置付けており、「アクション性と戦略性が高レベルで融合している」と絶賛した[15]。

## 関連作品
コンピュータゲーム
- スタートレック（1971年）
- UGSF
本作はバンダイナムコゲームスの定める『UGSFシリーズ』作品の一つである。
- ボスコニアン（1981年）
本作に登場する味方ユニット「ベース」は、本作に登場した敵基地である。この点については、ファミコン版スターラスターのマニュアル上には「ボスコニアン戦争より後の時代の話であり、基地は当時のものを接収した後に改修して使用している」との説明がある。
- ギャラクシアン3（1990年）
- スターブレード（1991年）
同じUGSFシリーズ作品というだけではなく、X68000版スターラスターには最終ボス「暗黒惑星」を倒したあと、隠しボスとして『スターブレード』の最終ボス「コマンダー」が出現する。
- スターイクシオン（1999年）
本作の続編。
- スターフォックス アサルト（2005年）
任天堂のゲームでスターフォックスシリーズの１つ。ボーナスゲームとしてこのゲームが収録されている。
- しんぐんデストロ〜イ!（2014年）
本作に出てくるナビキャラクター「R.U.T.Y.（Root Unit Type Yellow）」は、このゲームに登場する「黄色の惑星」にある「イエローキー」の約400年後の姿である。

漫画
- ぼくの地球を守って（1986年 - 1994年）
漫画家日渡早紀は、本作品を執筆するに当たって、このゲームから着想を得たと語っている。